# Большая тростниковая крыса
Большая тростниковая крыса (лат. Thryonomys swinderianus) — обычна в Африке южнее Сахары — от Гамбии до Южного Судана, и к югу вплоть до северной Намибии и ЮАР (исключая её юго-западную часть). Она населяет густые заросли по берегам водоёмов, а также болотистые места. По мере освоения подобных территорий людьми, тростниковые крысы также приспособились к жизни на плантациях и возделанных землях.
Большая тростниковая крыса ведёт полуводный образ жизни, хорошо плавает и ныряет. В прибрежных зарослях прокладывает тропы, ведущие от мест кормления к травяному гнезду или неглубокой норе. Образ жизни ночной; образует группы, состоящие из одного самца, нескольких самок и молодняка. В сухой сезон самки объединяются отдельно большими группами, а самцы живут поодиночке. Большая тростниковая крыса травоядна (поедает зелень, тростник, упавшие плоды, орехи); является вредителем полей и плантаций сахарного тростника, кукурузы, проса, маниоки, тыквы. Излюбленным лакомством является ямс и слоновая трава (Pennisetum purpureum). Тростниковые крысы служат излюбленной добычей крупных змей, мангустов; их поедают также леопарды и пернатые хищники. Для охраны от них плантаций в некоторых районах выпускают питонов и мангустов.
Брачный период наступает во влажный сезон: в Южной Африке это июнь-август, в Западной Африке — с октября по январь. В году обычно бывает 2 помёта в среднем по 4 детёныша. Беременность длится 137—172 дней. Детёныши рождаются хорошо развитыми, с открытыми глазами, вскоре после рождения уже способны бегать. Половозрелость у большой тростниковой крысы наступает в годовалом возрасте; продолжительность жизни в природе, видимо, не превышает 3 года, хотя в неволе крысы доживают до 4 лет.
Мясо большой тростниковой крысы съедобно и пользуется большой популярностью в странах Африки.